# アンダース・ダール＝ニールセン
アンダース・ダール＝ニールセン（Anders Dahl-Nielsen、1951年1月27日 - ）の デンマークの元ハンドボール選手で、1976年夏季オリンピックと1980年夏季オリンピックと1984年のオリンピックに参加した。
彼は、オーフスで生まれた。
1976年に、彼はデンマークチームの一員としてモントリオールオリンピックに出場した（結果は8位）。彼は全6試合に出場し、22得点を決めた。
四年後、彼はデンマークチームとしてモスクワオリンピックに参加し9位だった。彼は全6試合に出場し、20得点を決めた。
1984年に、彼はデンマークのチームで、ロサンゼルスオリンピックに参加し、4位だった。彼は全6試合に出場し、8得点を決めた。